# 軍縮
軍縮（ぐんしゅく）とは、軍隊の持つ兵器、装備、人員などの削減、あるいは撤廃を行うことで軍隊の規模を縮小する一種。軍備縮小とも。対義語は軍拡。

## 概説
軍縮とは軍備を縮小することで軍拡の対義語である。一般に軍縮は国家の財政負担を減らすために行われる。単に戦時体制を解除したり、軍隊の量を減らすことで質的向上を目指す場合をも指す。
軍事上の安全保障は、基本的に相手との相対的な力関係によって定まる為に、現状において自国だけ大幅に軍縮すると、かえって周辺地域の力の安定を損ね、紛争を誘発させることが多い。そのため多国間で交渉して軍縮条約を締結し、互いに軍縮するということが行われる。他方で、例えば80年代のゴルバチョフの一方的軍縮宣言に見られるように、軍縮における一方的イニシアティブを提示することが、それが現実に実行されるか否かは別としても、逆に自国の安全保障上のプレゼンスを高めるという側面もある。加えて、現実には国家の財政危機などにより一方的に行われる軍縮もある。国家間の軍拡競争は相互の財政をひっ迫するためにブレーキをかける意味で軍縮交渉が行われてきた。これは外交交渉であるため相互に利益があることが前提となる。
現代では衝突の危機を低下させることを重視した軍備管理という概念も用いられるようになっている。

## 軍縮条約
軍縮はしばしば、国際的な条約に基づいて行われる。この条約のことを軍縮条約と呼ぶ。この場合、縮小される軍備は条約内で定義された種類の装備に限定される。
過去に締結された主要な軍縮条約には、以下のようなものがある。
- ワシントン海軍軍縮条約 - 1922年2月に米英仏伊日が締結。
- ロンドン海軍軍縮条約 - 1930年4月に米英仏伊日が締結。
- 第二次ロンドン海軍軍縮条約 - 1936年3月に米英仏が締結。
- 第一次戦略兵器制限交渉(SALT I) - 1972年5月に米ソ両国政府が署名、1972年9月に米ソ両国議会が批准し発効。
- 弾道弾迎撃ミサイル制限条約(ABM条約) - 1972年米ソ両国政府が署名、1972年10月に米ソ両国議会が批准し発効。
- 生物兵器禁止条約 - 1971年10月に国連で採択、1975年3月に発効。
- 第二次戦略兵器制限交渉(SALT II) - 1979年に米ソ両国政府が署名、米議会が批准せず未発効、条約は無効化。
- 特定通常兵器使用禁止制限条約 - 1980年10月、国連で採択、1983年12月に発効。
- 中距離核戦力全廃条約 - 1987年12月に米ソ両国政府が署名、1988年5月に米ソ両国議会が批准して発効。1991年に条約が定める廃棄が完了。
- ヨーロッパ通常戦力条約 - 1990年11月、北大西洋条約機構加盟国とワルシャワ条約機構の加盟国が採択、1992年11月に発効。
- 第一次戦略兵器削減条約(START I) - 1991年7月に米ソ両国政府が署名、1994年に発効。1991年に条約が定める廃棄が完了。2001年に条約が定める廃棄が完了。
- 第二次戦略兵器削減条約(START II) - 1993年1月に米ロ両国政府が署名、1996年1月、米議会が批准。1997年1月、米ソ両国政府は条約の履行を2007年に延期する議定書に署名。2000年4月、ロシア議会は条約と議定書を批准したが、米議会は議定書を批准せず未発効、条約は無効化。
- 化学兵器禁止条約 - 1992年9月に国連で採択、1997年4月に発効。
- 対人地雷の使用、貯蔵、生産及び移譲の禁止並びに廃棄に関する条約 - 1997年9月に国連で採択、1999年3月に加盟国が40か国に達して発効。
- モスクワ条約 - 2002年4月に米ロ両国政府が署名、2003年6月に発効。
- クラスター弾に関する条約 - 2008年に国連で採択、2010年8月1日に発効。
- 新戦略兵器削減条約 - 2011年2月に米ロ両国政府間にて発効。